# Озёрный (Оренбургская область)
Озёрный — посёлок в Светлинском районе Оренбургской области России. Административный центр Озёрного сельсовета.

## География
Расположен на северном берегу озера Жетыколь, в 32 км к северу от районного центра — посёлка Светлый.

## История
В 1962 г. указом Президиума Верховного Совета РСФСР посёлок центральной усадьбы совхоза «Озёрный» переименован в Озёрный.

## Население
| 2010 |
| ---- |
| 625  |

Национальный состав
По данным Всероссийской переписи населения 2010 года:
| № | Национальность | Численность, чел. | Доля  |
| - | -------------- | ----------------- | ----- |
| 1 | русские        | 297               | 48 %  |
| 2 | казахи         | 218               | 35 %  |
| 3 | украинцы       | 19                | 3,0 % |
| 4 | азербайджанцы  | 18                | 2,9 % |
| 5 | мордва         | 18                | 2,9 % |
| 6 | татары         | 17                | 2,7 % |
| 7 | другие         | 38                | 6 %   |